# توماس كارستن
توماس كارستن (بالهولندية: Herman Thomas Karsten)‏ هو أكاديمي ومهندس معماري هولندي، ولد في 22 أبريل 1884 في أمستردام في هولندا، وتوفي في 1945 في شيماهي في إندونيسيا.